# 稻草车骑行

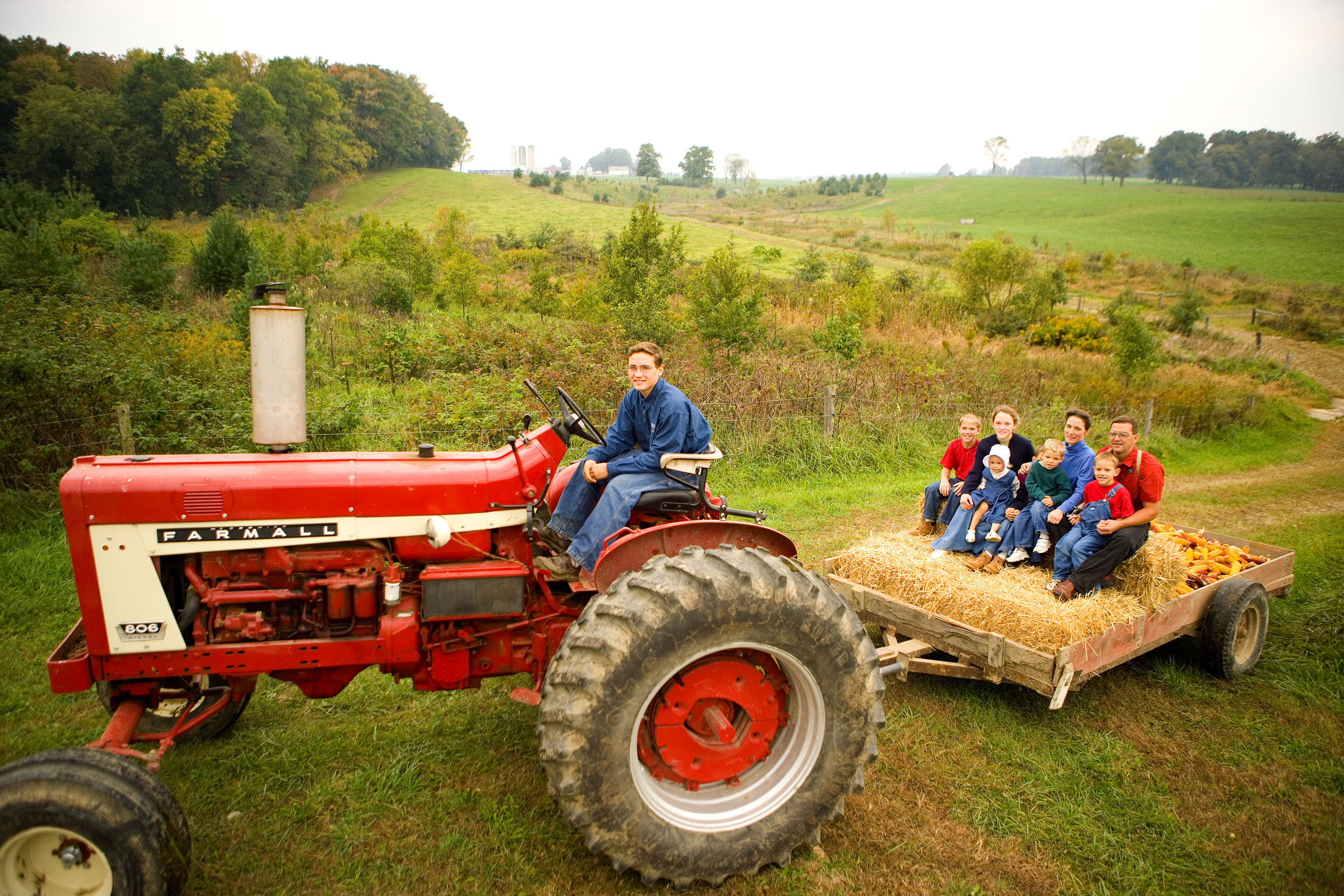
在俄亥俄州东北部的一个农场中举行的稻草车骑行

稻草车骑行或干草车骑行（英語：hayride/hayrack ride），指的是在美国和加拿大农场中常见的一项传统活动，通常在秋季农作物收割之时举行。在骑行中，人们乘坐由拖拉机、马匹或卡车所拉动的马车车厢或手推车进行休闲骑行，车上铺满了干草或稻草以提供舒适的座位。

## 历史
“稻草车骑行”在传统上被作为一种庆祝活动而举行，主要与庆祝秋收有关。稻草车骑行起源于19世纪北美农场的农民和童工的一种活动，他们秋收时会骑着满载干草的车回到谷仓卸货，这也是在制作干草的季节里为数不多得以从白天的忙碌时分中解脱的机会之一。到了19世纪后半叶，随着铁路的普及，旅游和暑期度假已受到了城市家庭的欢迎，其中不少人曾在儿童读物中阅读过对“稻草车骑行”理想化的描述报道，“稻草车骑行”随之逐渐流行。为了利用这种需求，当地农民开始提供稻草车骑行的服务，因为相比向暑期度假者出售这些娱乐服务，直接出售与这些服务所耗费的数量相当的干草反而赚不了多少钱（但大多数农场主两者皆行）。在这个时期，北美的农业正在从自给制转变为市场制，故而当时在普通农场中消耗真金白银的选项也很少。随着时间的推移，稻草车骑行逐渐成为了一种真正的传统式娱乐，但其游玩方式也从早期直接坐在高挺的干草堆上的玩法逐渐转变为仅在座位上覆盖一层干草，更为简单的专用马车车厢所取代，这要比在移动中直接乘坐在足有15-20英尺高的湿滑干草堆上要安全得多。
现代的稻草车骑行通常是商业盈利性质的，主要为了给农场提供额外的收入来源，或者在秋季作为一项限定活动而单独存在。在秋季，稻草车可能会在南瓜地附近停靠，乘客可以在那里采摘南瓜或下车采摘苹果，稻草车也可以将顾客送到玉米迷宫的入口处。

## “恐怖稻草车”
万圣节期间所举行的稻草车骑行通常被称为“恐怖稻草车”（英語：Haunted Hayrides）。 这些稻草车有时会加入特殊效果和一些扮演鬼魂、怪物和其他幽灵生物的演员以吸引寻求刺激的人并通过万圣节这一特季来谋求更多利润。“恐怖稻草车”在北美各地皆有举行，但其中最为显赫的是美国东海岸地区，包括马里兰州的克朗斯维尔（英語：Crownsville, MD）以及宾夕法尼亚州的芒特维尔（英語：Mountville, PA）所举行的活动。

## 事故
尽管稻草车骑行通常被认为是一种轻松的娱乐活动，但时常仍然会有诸如车身翻倒或脱离道路并导致受伤或死亡的一些事故发生。当稻草车与道路上或附近的其他车辆相撞时亦可能会发生其他事故，例如1989年在加拿大新不倫瑞克省的Cormier-Village所发生的事故。